# George Foote
George Foote (auch George Luther Foote; * 19. Februar 1886 in Cannes; † 25. März 1956 in Boston) war ein US-amerikanischer Komponist.

## Leben und Werk
George Foote wurde im Februar 1886 im südfranzösischen Cannes als Sohn amerikanischer Eltern geboren. Er studierte bei Edward Burlingame Hill an der Harvard University. Er setzte seine Studien bei Friedrich Ernst Koch und Wilhelm Klatte in Berlin fort.
Nach seiner Rückkehr in die Staaten wurde er von 1921 bis 1923 Angehöriger der Fakultät für Musik der Harvard University. Er wurde Präsident der South End Music School in Boston und hatte diese Position bis 1943 inne.

## Werke von George Foote
Neben mehreren kammermusikalischen Werken seien hier folgende Werke explizit genannt:
- Variations on a Pious Theme für Orchester (1935).
- In Praise of Winter Symphonie-Suite (1940).
- 98. Psalm für Chor und Orgel (1934).
- We Go Forward, religiöse Pantomime (1943).
- Trio für Flöte, Harfe und Violine.